# Country-Musik 1948
Die Liste bietet eine Übersicht über das Jahr 1948 im Genre Country-Musik.

## Ereignisse
- 3. April – KWKH sendet erstmals den Louisiana Hayride, der in den 1950er-Jahren nur von der Grand Ole Opry an Popularität übertroffen wird.
- 15. Mai – Das Billboard Magazin führt eine zweite Hitparade für Country-Musik ein: die Best Selling Folk Retail Records. Somit war es möglich, zwei Nummer-eins-Titel zu haben.
- 24. Juli – Roy Acuff gibt seine Kandidatur für das Amt des Gouverneurs von Tennessee bekannt. Acuff, der für die Republikanische Partei antritt, wird die Wahl jedoch verlieren.
- Eddy Arnold dominiert die Charts mit fünf Nummer-eins-Hits; der einzige Künstler außer Arnold, der 1948 die Spitze der Charts erreicht, ist Jimmy Wakely mit „One Has My Name (The Other Has My Heart)“.
- Das Big D Jamboree geht in Dallas, Texas, erstmals auf Sendung
- Der Chippewa Valley Barn Dance geht in Eau Claire, Wisconsin, erstmals auf Sendung
- Der Country Carnival Barn Dance geht in San Gabriel, Kalifornien, erstmals auf Sendung

## Top-Hits des Jahres

### Nummer-eins-Hits
- 8. April – Anytime – Eddy Arnold
- 5. Juni – Boquet of Roses – Eddy Arnold
- 5. Juni – Texarkana Baby – Eddy Arnold
- 18. September – Just a Little Lovin' (Will Go a Long, Long Way) – Eddy Arnold
- 13. November – One Has My Name (the Other Has My Heart) – Jimmy Wakely
- 25. Dezember – A Heart Full of Love (For a Handful of Kisses) – Eddy Arnold

Anmerkung: Es werden beide Hitparaden, die „Best Selling Folk Retail Records“ sowie die „Most Played Jukebox Folk Records“, gewertet.

### Weitere Hits
- Tennessee Waltz – Pee Wee King & Redd Stewart
- Sweeter Than The Flowers – Moon Mullican
- Life Gets Teejus Don't It – Carson Robison
- Suspicion – Tex Williams
- Never Trust A Woman – Tex Williams
- Don't Telegraph (Tell A Woman) – Tex Williams
- Humpty Dumpty Heart – Hank Thompson
- Deck Of Cards – T. Texas Tyler
- What A Fool I Was – Eddy Arnold
- My Daddy Is Only A Picture – Eddy Arnold
- Then I Turned And Walked Slowly Away – Eddy Arnold
- Banjo Polka – Tex Williams
- Signed Sealed and Delivered – Cowboy Copas
- Tennessee Moon – Cowboy Copas
- Blue Shadows On The Trail – Roy Rogers
- Seaman's Blues – Ernest Tubb
- Forever Is Ending Today – Ernest Tubb
- Rye Whiskey – Tex Ritter
- Rock and Rye Rag – Tex Ritter
- Buttons and Bows – Gene Autry
- Honky Tonkin‘ – Hank Williams
- Bubbles In My Beer – Bob Wills and his Texas Playboys
- Waltz Of The Wind – Roy Acuff
- Who Me? – Tex Williams
- I Love You So Much It Hurts – Floyd Tillman
- Green Light – Hank Thompson
- Chime Bells – Elton Britt
- Cool Water – Sons Of The Pioneers
- Peepin' Through The Keyhole – Cliffie Stone
- I'm My Own Grandpa – Lonzo and Oscar
- Molly Darling – Eddy Arnold
- Doghouse Boogie – Hawkshaw Hawkins
- Let's Say Goodbye Like We Said Hello – Ernest Tubb
- Have You Ever Been Lonely? – Ernest Tubb

## Geboren
- 29. März – Johnny Dowd
- 2. Mai – Larry Gatlin
- 5. Juni – Gail Davies
- 12. August – Sam Neely
- 2. Oktober – Chris LeDoux
- 6. November – Glenn Frey
- 10. November – Hugh Moffatt
- 25. Dezember – Barbara Mandrell

## Gestorben
- 25. Januar – Jack Guthrie
- 14. September – Vernon Dalhart